# Desa Menjangan (administrativ by i Indonesien, lat -6,97, long 109,62)
Desa Menjangan är en administrativ by i Indonesien.   Den ligger i provinsen Jawa Tengah, i den västra delen av landet, 300 km öster om huvudstaden Jakarta.